# 澳大利亞陸軍
澳大利亞陸軍（英語：Australian Army），為澳大利亞的陸上武裝部隊。與皇家澳洲海軍、皇家澳大利亚空军構成澳大利亞的國防力量。

## 历史

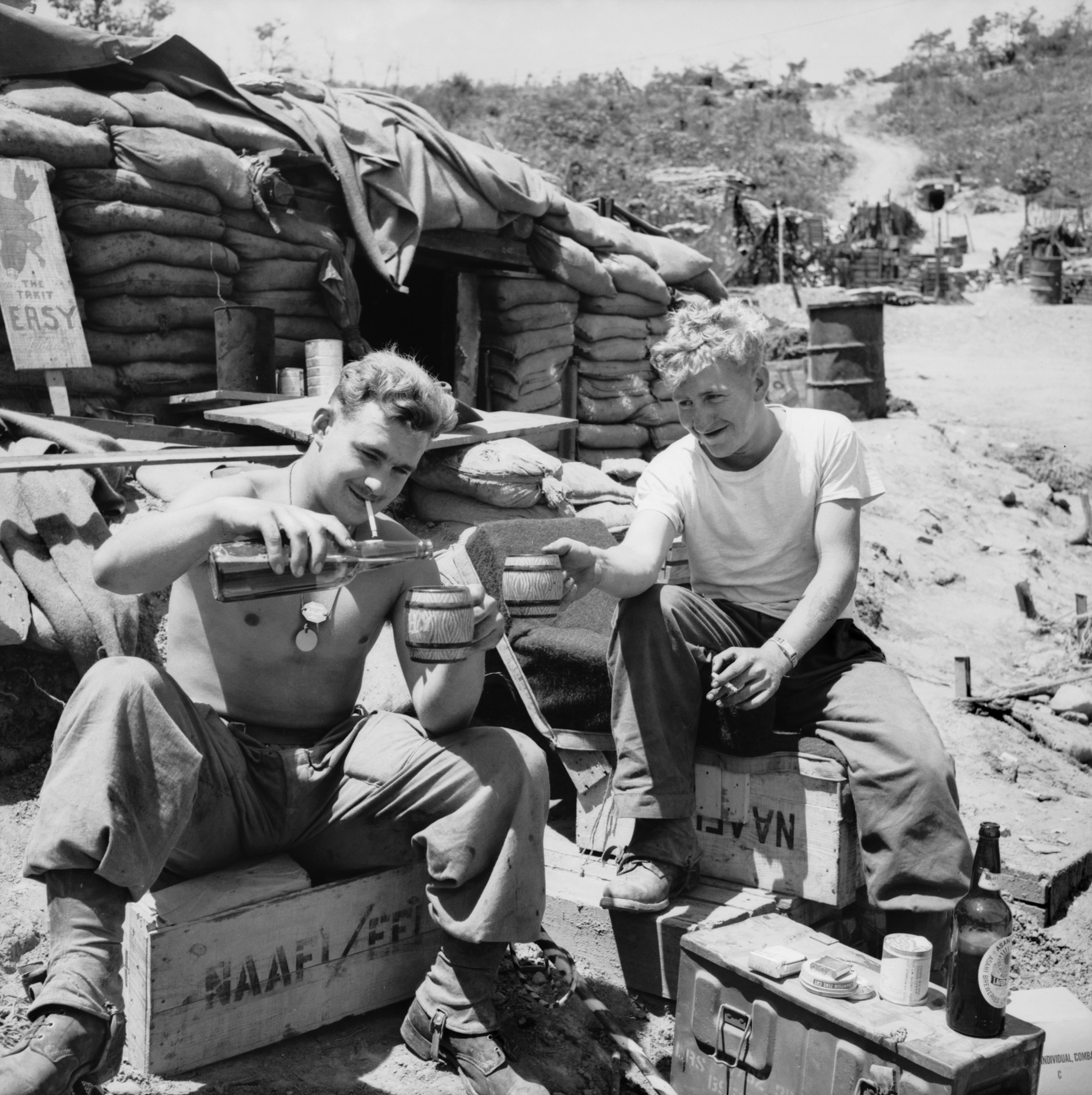
1952年在朝鮮半島參加韓戰的澳洲陸軍士兵

澳大利亞陸軍沿襲自英國陸軍。大致可分成兩個時期發展，分別是1901年－1947年，以澳大利亞公民武裝部隊為主，加上限額的少數正規部隊所組成。到了1947年後，民兵與預備役部隊（CMF）的重要性被逐年提高比例的常規步兵部隊所取代。澳大利亞陸軍在過去歷經的戰爭有第二次波耳戰爭、第一次世界大戰、第二次世界大戰，冷戰時期的韓戰和越戰，以及近期的反恐戰爭和伊拉克戰爭等。澳大利亞陸軍也參與聯合國維持和平行動，最大的一次是在1999年的東帝汶維和行動；以及2004年、印度洋發生地震的亞齊省，印度尼西亞，蘇門答臘的人道協助行動。

## 組織
澳大利亞陸軍有正規軍29,633名、預備部隊20,123名。
編制上，陸軍下轄2個師（Division。可分為指揮師與守備師）、2個旅（brigade。航空旅與勤務支援旅）及一些直屬團、營、連混合勤務支援單位。另外，有一個特種作戰司令部與陸軍師等級相同。

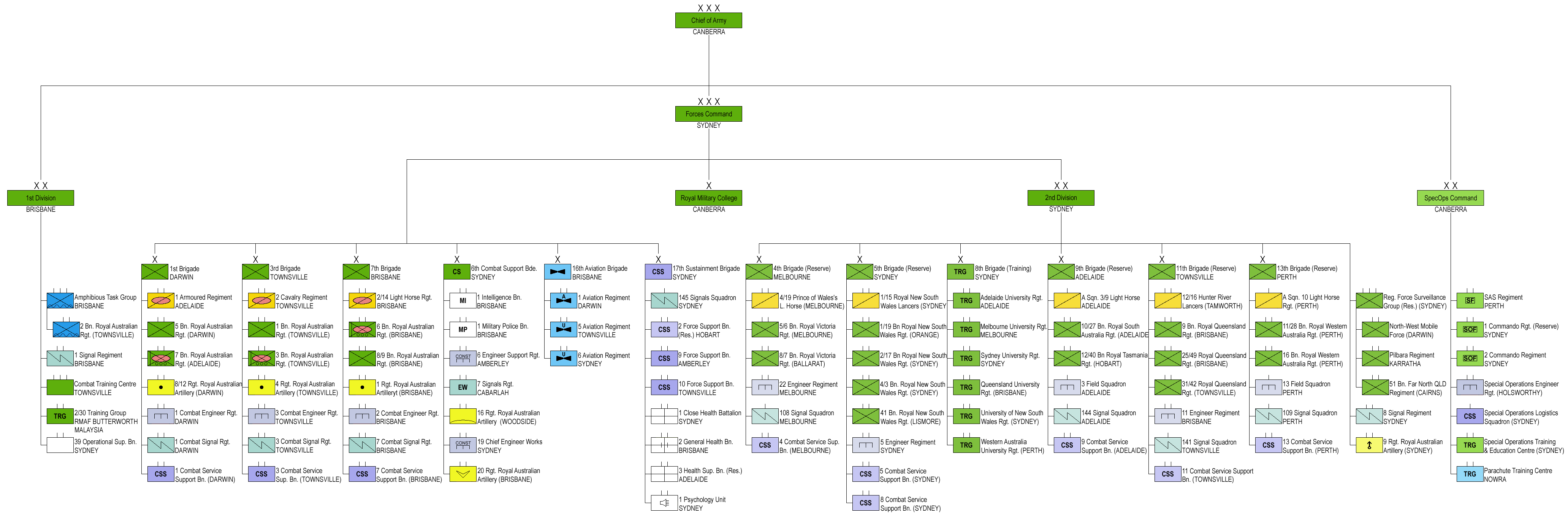
2019年澳大利亞陸軍結構（包括特種作戰司令部）

### 編制
- 部隊司令部（英语：Forces Command (Australia)），設於雪梨
  -     - 第1機械化旅（英语：1st Brigade (Australia)）（達爾文）
      - 第1戰車營
      - 第2裝甲偵搜營
      - 第5機械化步兵營
      - 第7機械化步兵營
      - 第8/12砲兵營
      - 第1工兵營
      - 第1通信大隊
      - 第1勤務支援大隊

    - 第3步兵旅（英语：3rd Brigade (Australia)）（湯斯維爾）
      - B.第3／第4裝甲偵搜連
      - 第1步兵營
      - 第2步兵營
      - 第3空降步兵營
      - 第4皇家砲兵營
      - 第3工兵營
      - 第3通信大隊
      - 第3勤務支援大隊

    - 第6戰鬥支援旅（英语：6th Brigade (Australia)）（雪梨）
      - 第1情報營
      - 第1憲兵營
      - 第6工兵支援團
      - 第7信號團
      - 澳大利亞皇家砲兵第16團
      - 澳大利亞皇家砲兵第20團

    - 第7機甲旅（英语：7th Brigade (Australia)）（布里斯本）
      - 第2／第4裝甲偵搜營
      - 第6裝甲步兵營
      - 第8／第9裝甲步兵營
      - 第1砲兵營
      - 第2工兵營
      - 第139通信中隊
      - 第7勤務支援大隊

  - 第16航空旅（英语：16th Aviation Brigade (Australia)）（布里斯本）
    - 第1航空團（英语：1st Aviation Regiment (Australia)）（達爾文）
    - 第5航空團（英语：5th Aviation Regiment (Australia)）（湯斯維爾）
    - 第6航空團（英语：6th Aviation Regiment (Australia)）（雪梨）
      - 第171飛行中隊（英语：171st Aviation Squadron (Australia)）（特種部隊）
      - 第173飛行中隊
      - 勤務、行政支援中隊

  - 第17勤務旅（英语：17th Sustainment Brigade (Australia)）（雪梨）- 為眾合後勤支援單位
  - 第2師（英语：2nd Division (Australia)），部署為地面部隊司令部設於雪梨
    - 第4守備旅（英语：4th Brigade (Australia)）（維多利亞州）
    - 第5守備旅（英语：5th Brigade (Australia)）（新南威爾斯州）
    - 第8守備旅（英语：8th Brigade (Australia)）（新南威爾斯州）
    - 第9守備旅（英语：9th Brigade (Australia)）（南澳州與塔斯曼尼亞州）
    - 第11守備旅（英语：11th Brigade (Australia)）（昆士蘭州）
    - 第13守備旅（英语：13th Brigade (Australia)）（西澳州）
- 第1師（英语：1st Division (Australia)），設於布里斯本
  - 兩棲特遣群（英语：Amphibious Task Group）（布里斯本）
    - 第2步兵營（兩棲步兵）（英语：2nd Battalion, Royal Australian Regiment）

  - 第1信號團（英语：1st Signal Regiment）
  - 2/30訓練群（英语：2/30th Training Group）
  - 第39作戰支援營（英语：39th Operational Support Battalion）
  - 戰鬥訓練中心（英语：Combat Training Centre (Australia)）
- 特種作戰司令部

## 軍階
| NATO Code                       | OF-10 | OF-9 | OF-8   | OF-7    | OF-6 | OF-5 | OF-4   | OF-3 | OF-2 | OF-1 | OF-1 | OF(D)    | OF(D) |
| Australia Officer rank insignia |       |      |        |         |      |      |        |      |      |      |      |          |       |
| Rank title:                     | 元帥  | 上將 | 中將   | 少將    | 准將 | 上校 | 中校   | 少校 | 上尉 | 中尉 | 少尉 | 軍官學員 | 學員  |
| Abbreviation:                   | FM    | Gen  | Lt Gen | Maj Gen | Brig | Col  | Lt Col | Maj  | Capt | Lt   | 2Lt  | OCDT     | SCDT  |

| NATO Code                      | OR-9         | OR-9     | OR-8     | OR-7           | OR-6     | OR-5     | OR-4           | OR-3                   | OR-2                   | OR-1        |
| Australia Other Ranks Insignia |              |          |          | Staff Sergeant | Sergeant | Corporal | Lance corporal | No insignia            | No insignia            | No insignia |
| Rank Title:                    | 陸軍總士官長 | 一級准尉 | 二級准尉 | 上士           | 中士     | 下士     | 上等兵         | 二等兵 (or equivalent) | 二等兵 (or equivalent) | 新兵        |
| Abbreviation:                  | RSM-A        | WO1      | WO2      | SSgt           | Sgt      | Cpl      | LCpl           | Pte                    | Pte                    | Rec         |

## 裝備

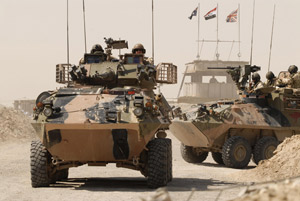
水虎魚裝甲車 2006年在伊拉克的行動
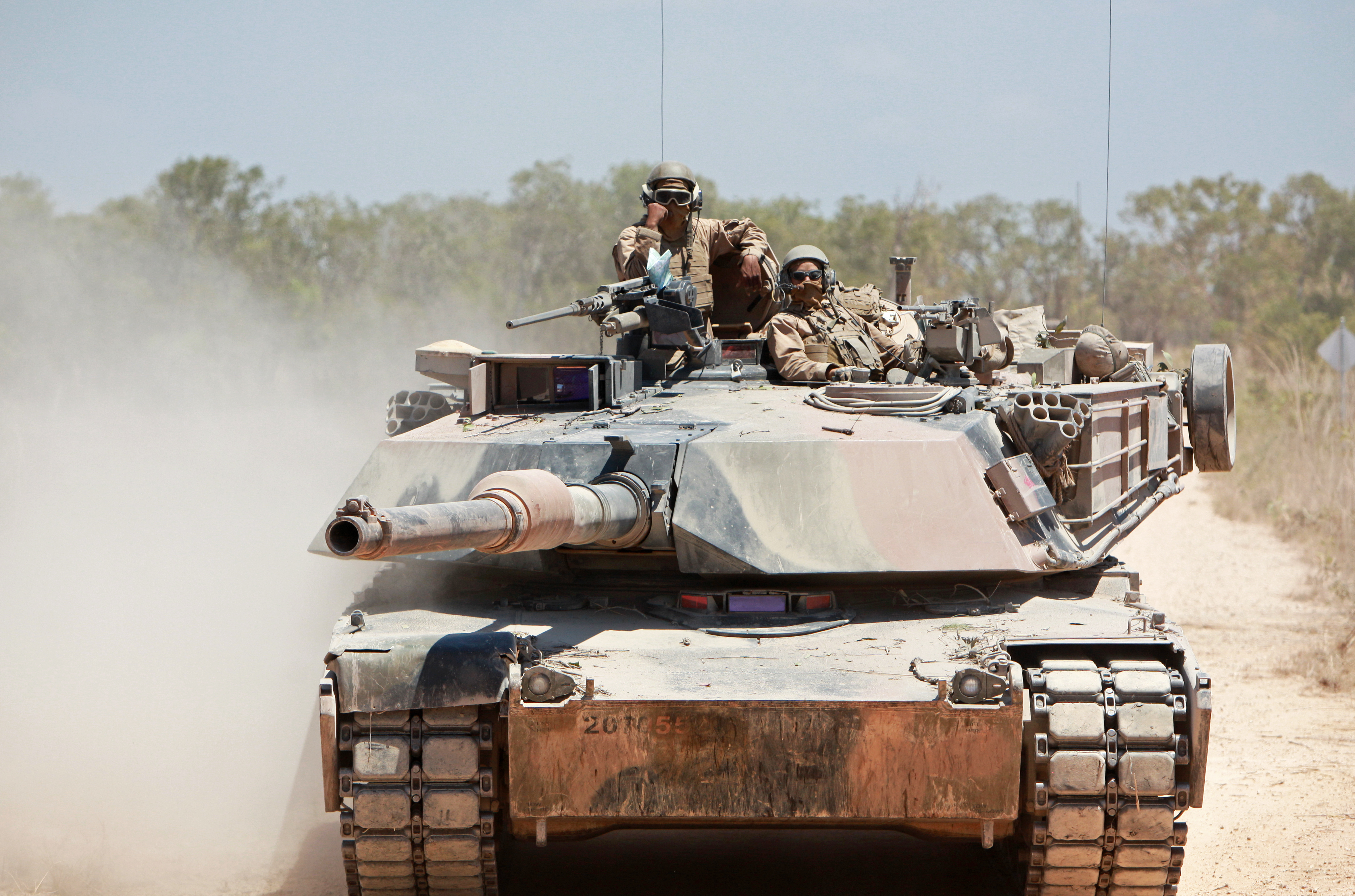
M1A1戰車（正逐步被M1A2 SEP V3戰車取代[2]）
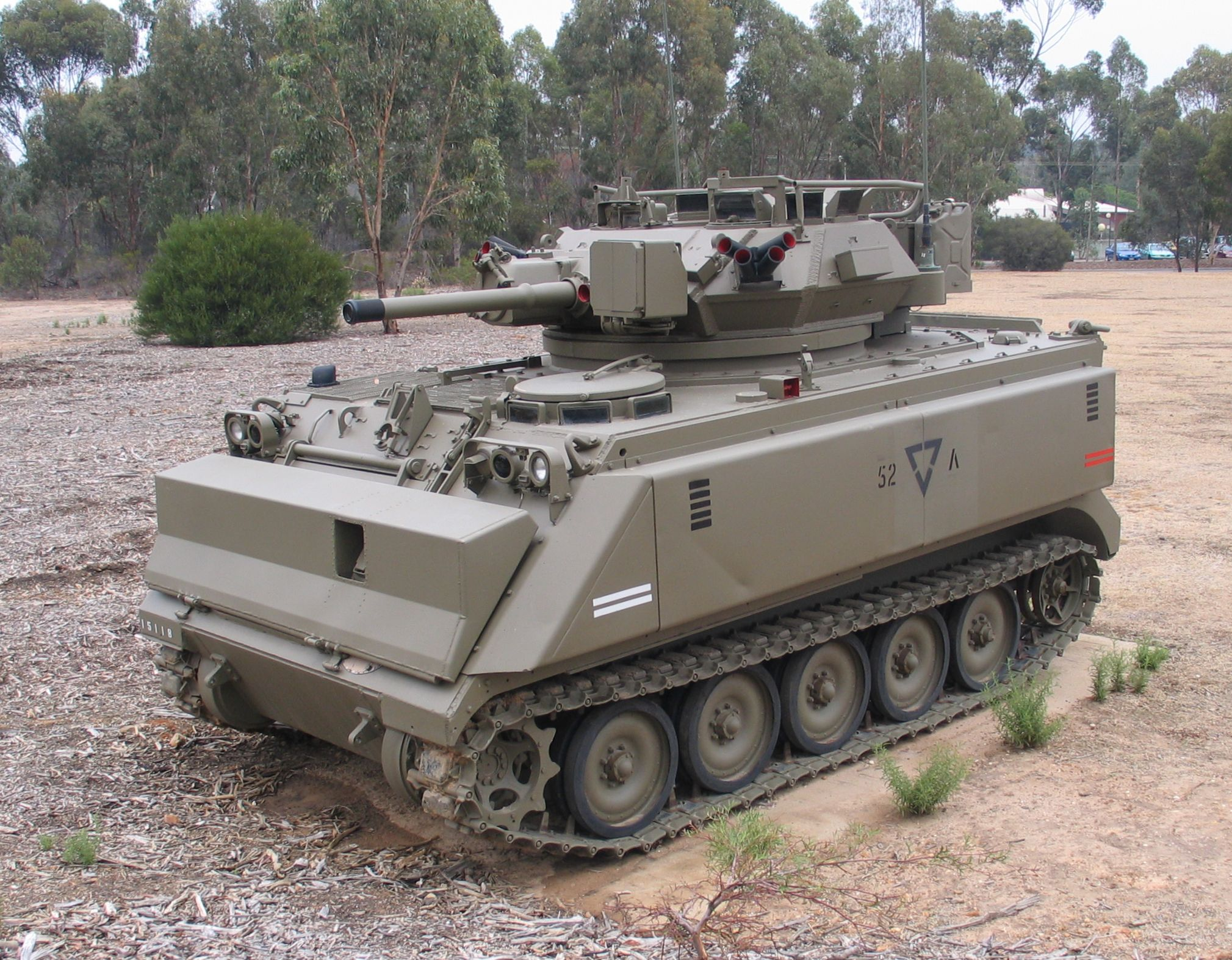
澳洲M113火力支援車
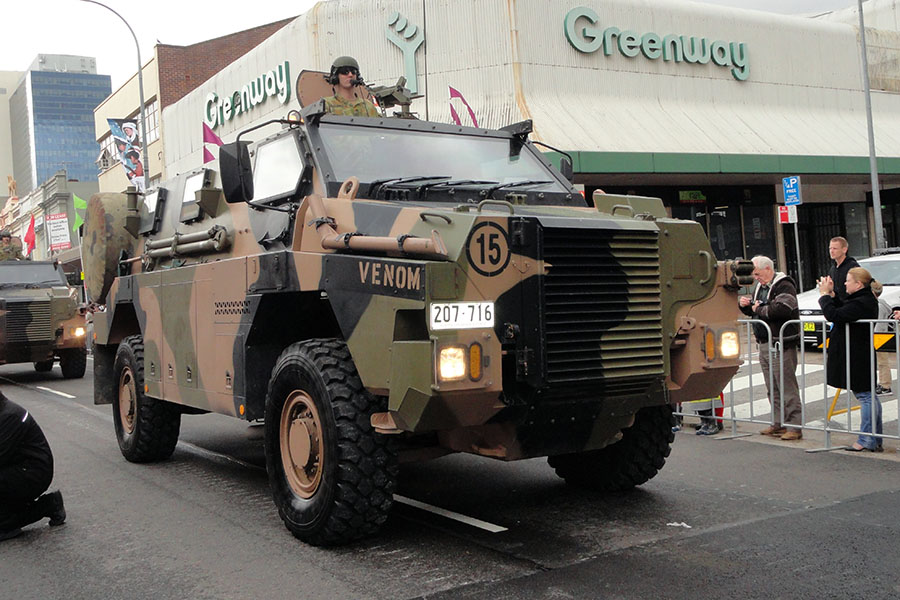
野外征服者
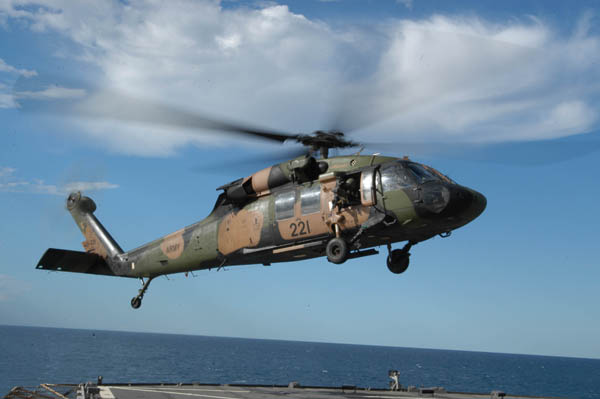
西科斯基S-70直升機
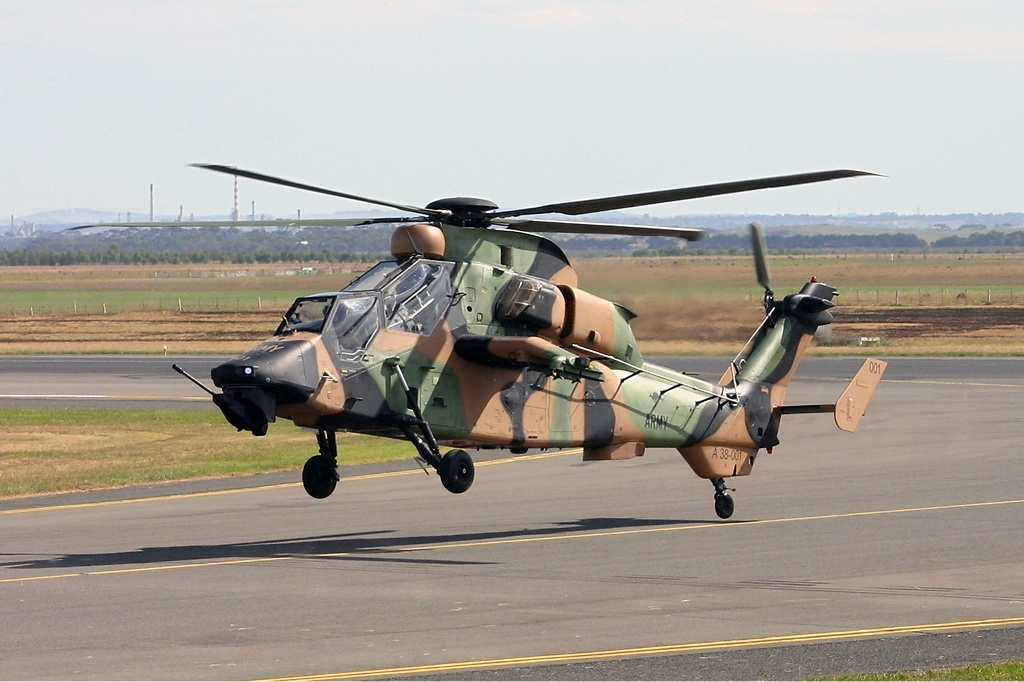
歐洲虎式直升機

### 輕武器

#### 步槍
- EF88 Austeyr
- M4A5（僅裝備特種部隊）
- HK416（僅裝備特種部隊）
- SIG MCX（僅裝備特種部隊）
- ／ L1A1 SLR（儀仗用途）

#### 狙擊步槍
- ／ SR-98
- 布拉塞爾R93 LRS 2
- ／ 精密國際AW50F
- HK417
- 巴雷特M107A1

#### 機槍
- F89A1 Minimi
- Maximi
- FN MAG
- M2HB QCB

#### 衝鋒槍
- HK MP5（僅裝備特種部隊）

#### 手槍
- 9毫米半自動手槍Mk III
- F9
- HK USP9（僅裝備特種部隊）
- 格洛克19（僅裝備特種部隊）

#### 霰彈槍
- 雷明登870

#### 榴彈發射器
- ／ SL40 GLA
- M203
- Mk 47打擊者

#### 反裝甲武器
- M72 LAW
- 卡爾·古斯塔夫M3
- FGM-148標槍飛彈

### 車輛
- M1艾布蘭主力戰車 - 59輛M1A1型主戰坦克[1]（澳洲副總理兼防長馬勒斯2024年10月17日宣布，澳洲將援助烏克蘭49輛M1A1「艾布蘭」戰車[2]）、75輛M1A2 SEPv3[3]
- M88裝甲救濟車 - 13輛
- M113裝甲運兵車[4]- 431輛（將在2027年被AS21步兵戰車取代[5]）
- 水虎魚裝甲車 - 257輛
- 拳師裝甲車 - 訂購211輛
- 野外征服者機動步兵車 - 1,052輛（20輛援助予乌克兰武装部队[6]）
- HX 77運油卡車[3]
- AS21步兵戰車 - 採購129輛[5]（AS21是以南韓陸軍採用的K21步兵戰車進一步改良開發的版本[5]）

### 火炮
- L118 105毫米榴彈砲（英语：L118 Light Gun）
- RBS 70便攜式防空飛彈
- M777 155毫米榴彈砲

### 航空器
- OH-58奇奧瓦偵察直升機 - 42架
- CH-47 契努克 - 14架
- 虎式直升机 - 22架（2028年除役[7]）
- AH-64阿帕契直升機 - 29架AH-64E阿帕契攻擊直升機[8]
- 北約直升機工業NH90直升機[9]（澳軍所用型號為MRH-90[10]） - 40架（洛克希德馬丁公司（LMT）生產的40架黑鷹直升機，將取代澳洲陸軍現役的法製MRH-90太攀蛇（Taipan）直升機編隊[11]）
- UH-60黑鹰直升机 - 40架[11]
- EC135 T2+ - 15架
- 西科斯基S-70直升機（2004年澳大利亚军方表示将采购NH-90以替换其老旧的西科斯基S-70A“黑鹰”[10]）
- King Air（英语：Beechcraft Super King Air）

### 單兵裝備

#### 軍服
- 澳洲多地型迷彩制服（英语：Australian Multicam Camouflage Uniform）（AMCU）
- Crye Precision G3作戰服（Multicam樣式；僅裝備特種部隊）

#### 戰術頭盔
- 分層式戰鬥頭盔
- Crye Precision 空氣框架頭盔（僅裝備特種部隊）

#### 抗噪耳機
- 3M Peltor Comtac XPI
- Ops-Core AMP

#### 防彈衣
- TBAS系列攜板背心
- Crye Precision JPC（僅裝備特種部隊）
- Crye Precision AVS（僅裝備特種部隊）

#### 槍套
- Blade-Tech快拔槍套（供Mk III及HK USP9手槍使用）
- Safariland快拔槍套（供格洛克19手槍使用）

## 延伸閲讀
- Australian Department of Defence. . Canberra, Australian Capital Territory: Defence Publishing Service. 2009  [2020-04-01]. ISBN 978-0-642-29714-3. （原始内容存档于2017-04-21）.
- Grey, Jeffrey. . South Melbourne, Victoria: Oxford University Press. 2001. ISBN 978-0-19554-114-4.
- Palazzo, Albert. . Melbourne, Victoria: Oxford University Press. 2001. ISBN 0195515072.
- Terrett, Leslie; Taubert, Stephen. . Newport, New South Wales: Big Sky Publishing. 2015. ISBN 9781925275544.

## 外部連結
- Australian Army website （页面存档备份，存于）